# Обход Хабаровска

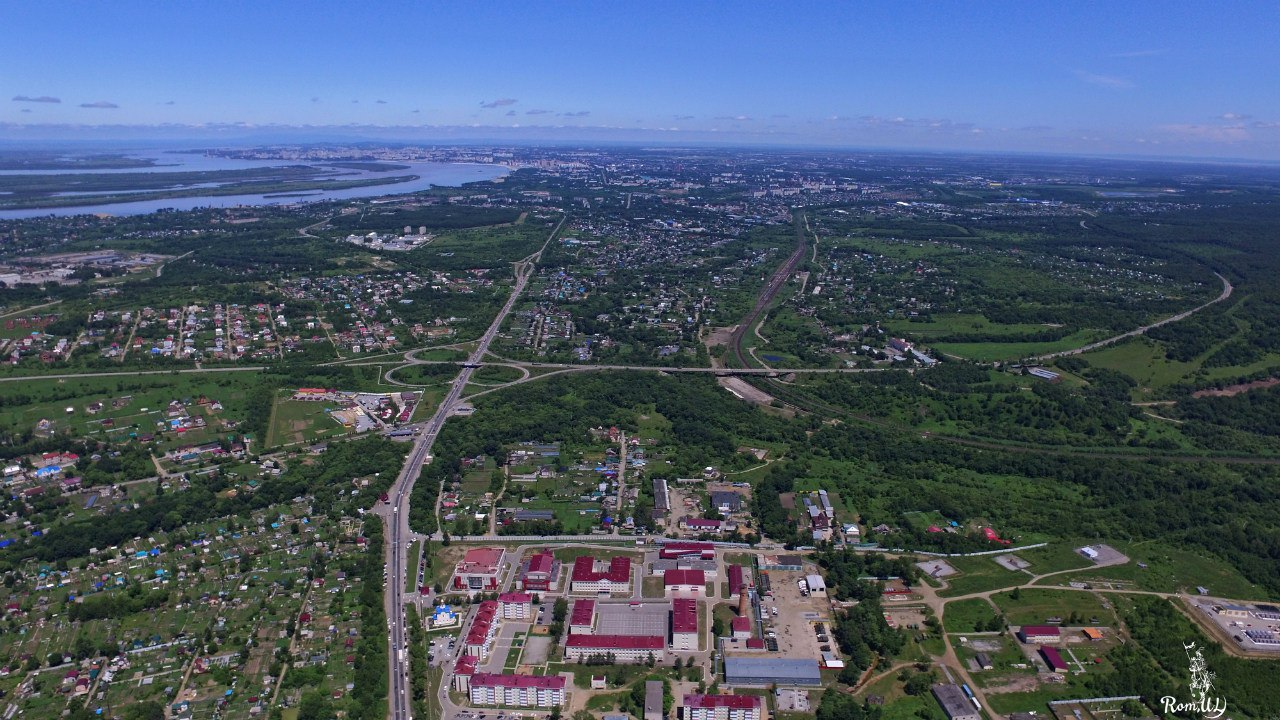
Объездная дорога видна справа от изображения.

Обход Хабаровска — автомобильная дорога, огибающая город Хабаровск. Автодорога соединяет федеральные трассы А-370 «Уссури», Р-297 «Амур» и А-375 «Восток». Первая скоростная трасса в обход Хабаровска и первая платная дорога на Дальнем Востоке. 
Торжественное открытие трассы состоялось 15 июля 2022 года, а движение по ней 16 июля 2022 года в 0.00 часов. Трасса бесплатная для проезда на всем пути, сроком на 60 дней, далее согласно тарифу: от массы и типа транспортного средства. .

## История

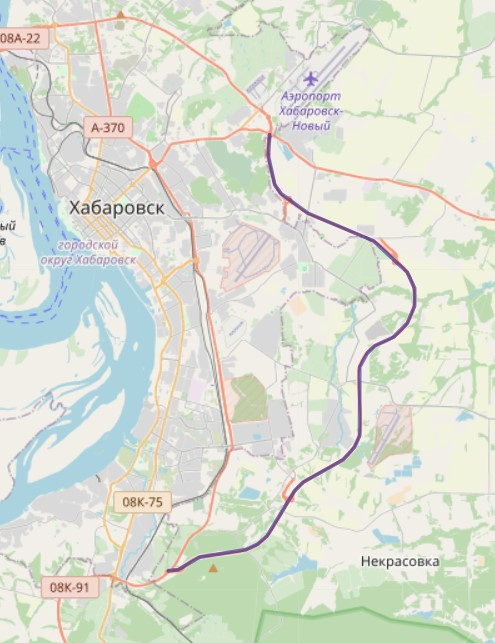

В 2016 году правительство Хабаровского края и ООО «Региональная концессионная компания» подписали соглашение о строительстве и эксплуатации автомобильной дороги в обход города Хабаровск. Это стало первым проектом государственно-частного партнёрства в транспортной сфере Дальнего Востока.
Строительство стартовало в ноябре 2017 года. В октябре 2021 года работы были завершены и Министерство строительства Хабаровского края выдало разрешение на ввод объекта в эксплуатацию. Тогда же «Обход Хабаровска» был поставлен на кадастровый учёт в Росреестре.
Открытие автомагистрали для полноценного движения ожидается до конца 2021 года.

## Технические характеристики
«Обход Хабаровска» строился с целью разгрузить от движения центр города посредством соединения трех федеральных трасс: А-370 «Уссури», Р-297 «Амур» и А-375 «Восток». Дорога связана с центром города, с Северным и Южным микрорайонами, развязками и путепроводами на пересечении с Карла Маркса и Восточным шоссе, проспектом 60-летия Октября.
По расчетам, новая магистраль на 20 % сокращает объём движения в черте города и на 30 % снижает выброс вредных веществ. Общая протяженность транспортной инфраструктуры — 52,8 км (основной ход трассы: 27,1 км, транспортные развязки:17,6 км, дороги разобщенных территорий: 8,1 км).
Автодорога стала первой трассой на Дальнем Востоке с расчетной скоростью движения до 120 км/ч. По прогнозам, к 2025 году объём трафика будет составлять 25 тыс. автомашин в сутки.
Существуют планы продления дороги до острова Большой Уссурийский с выходом на трассы КНР.

## Бюджет
Проект строительства осуществлялся на условиях концессии. Общая стоимость затрат: 47 млрд рублей (федеральные средства: 18,8 млрд рублей, бюджет края: 10,7 млрд рублей, сторонние инвесторы: 17,5 млрд рублей).